# NGC 3056
NGC 3056 is een balkspiraalstelsel in het sterrenbeeld Luchtpomp. Het hemelobject werd op 30 maart 1835 ontdekt door de Britse astronoom John Herschel.

## Synoniemen
- ESO 435-7
- MCG -5-24-3
- AM 0952-280
- PGC 28576